# Pilar Ovalle
Pilar Ovalle Vergara (Santiago de Chile, 30 de septiembre de 1970) es una escultora chilena adscrita al constructivismo y al arte geométrico a través del uso de la madera.

## Biografía
Estudió arte en el Instituto de Arte Contemporáneo con una especialización en la Pontificia Universidad Católica de Chile. En su trabajo ha desarrollado un lenguaje escultórico personal donde hace reminiscencias a las tradiciones ancestrales de los pueblos originarios; la artista busca «otorgar un aspecto vital a sus obras por medio de juegos de texturas, nudos y vetas naturales de la madera a la que luego aplica aceite impermeabilizante que permite el emplazamiento de las esculturas en espacios exteriores».
Con varias exposiciones en Brasil, San Francisco, Nueva York y sus obras en los museos de Oscar Niemeyer en Curitiba, en el Ludwig Museum de Arte Contemporáneo de Budapest, o en el Royal Botanical Gardens Collection de Canadá, su trabajo ha sido su espejo, el soporte en el que ha ido plasmando honesta y descarnadamente los procesos de su vida. 
En su primera fase sus retazos de madera ensamblaban perfectamente, pero en la vida a ella no le parecía que ocurría lo mismo, luego fueron los despuntes de la propia naturaleza los que van dando vida a su obra. Se fue al Sur en 2004 y empezó a recolectar los trozos que la tierra iba dejando en los bosques, en las orillas de los lagos. Aprendió a curvar la madera en Chiloé y fue uniendo estos tesoros encontrados con la madera nueva estandarizada. Trozos casi petrificados que han forjado el viento y la tierra, unidos a la madera lisa, pulida y formateada; natura y cultura que se encuentran, se unen con toda la fuerza de la vida que tan bien expresan piezas como ‘Alma’, ‘Árbol’, ‘Dos hemisferios’, ‘Fertilidad’, ‘Desterrada’, ‘Transfiguración’, ‘Oruga’. Trabajó así hasta 2012 y luego empezó con las cabezas. Se casó con un agrónomo, y se fueron al Elqui, valle que por 8 años y en bastante soledad le regaló la meditación, domar su impaciencia y volcarse hacia sus profundidades. Más tarde se mudó a los Estados Unidos, San Francisco.
Lo orgánico está siempre presente en sus esculturas; el elemento encontrado, las raíces y las maderas labradas por fuerzas naturales, constituyen el alma de su trabajo, como prolongaciones de trozos acuciosamente trabajados y ensamblados por la artista.
Ha participado en varias exposiciones individuales y colectivas durante su carrera.
En 2002 recibió una nominación al Premio Altazor de las Artes Nacionales en la categoría Escultura por Objetuales; dos años después es nuevamente nominada en la misma categoría por El impacto interior. En 2006 recibe su tercera nominación esta categoría por su trabajo expuesto en Travesías, mientras que un año después vuelve a ser nominada por Wenu Mamül, Maderas del Cielo en la misma categoría y en 2010 por Natura Vincit nuevamente en tal categoría.
Ha participado en varias exposiciones individuales y colectivas durante su carrera, entre ellas la XI Bienal Internacional de Arte de Valparaíso (1994), las muestras Residencia en el Valle en el Museo de Artes Visuales de Santiago (2005), Wenu Mamul-Maderas de Cielo en el Museo Nacional de Bellas Artes de Chile (2006), Transitions: Roots to Heaven en la Sculpturesite Gallery de San Francisco, entre otras muestras en Chile, Brasil, Estados Unidos y Canadá.Pulso (de 3,50 x 3,10 x 2,00 metros) esculturas en maderas que se exhibe en AMS Marlborough, (2017)

## Premios y reconocimientos
2016 - Premio de la Crítica "mejor exposición 2016" Círculo Críticos del Arte.
2012 - Recibió el Premio del Círculo de Críticos de Arte en la categoría Artes Visuales mención especial (2012).
2011 - Simposio de Escultura en Vitacura, Santiago.
2010 - Nominada al Premio Altazor por Natura Vincit nuevamente en tal categoría.
2006 - Nominada para el Premio Altazor: recibe su tercera nominación en  esta categoría por su trabajo expuesto en Travesías, mientras que un año después vuelve a ser nominada por Wenu Mamül, Maderas del Cielo en la misma categoría.
2005 - Nominada al Premio Altazor.
2004 - Primer premio en el Concurso Internacional de Escultura, Países del MERCOSUR; Oscar Niemayer Museum.
2002 - Nominada para el  Premio Altazor de las Artes Nacionales, en la categoría Escultura por Objetuales, dos años después es nuevamente nominada en la misma categoría por El impacto interior.
1996 - Mención de Honor en el Concurso de Escultura Chilgener.
1995 - Concesión del  Fondo Nacional de la Cultura FONDART, "Esculturas dobladas con técnica Chilota".
1994 - Concesión del Fondo Nacional de la Cultura FONDART, "Esculturas con despunte en Madera".
1993 - Tercer premio en  XV Concurso Nacional de Arte Joven, Universidad de Valparaiso.